# 黒島結菜
黒島 結菜（くろしま ゆいな、1997年〈平成9年〉3月15日 - ）は、日本の女優。
沖縄県糸満市出身。日本大学芸術学部写真学科中退。ソニー・ミュージックアーティスツ所属。

## 来歴

### 生い立ち
3人姉妹の長女として生まれる。幼いころは芸能界を目指してはいなかったが、2011年、中学3年生のときに「自己アピール力をつけなさい」との母の勧めで応募したウィルコム沖縄のイメージガールコンテストで特別賞の「沖縄美少女図鑑賞」を受賞し、モデルとして同誌に出演。ソニー・ミュージックアーティスツの目に留まり、同事務所に所属して芸能界入りした。

### 女優として
2012年より本格的に芸能活動を開始し、4月からNHK Eテレの教養バラエティ番組『テストの花道』に「マッシュ」のニックネームでレギュラー出演。2013年1月公開の沖縄復帰40周年記念作品『ひまわり〜沖縄は忘れない あの日の空を〜』で映画に初出演する。同年11月より放送されたNTTドコモ「docomo LTE Xi」のCM「想いをつなぐネットワーク」篇に出演し、なかなか現れない彼を待つけなげな少女を台詞なしで表情と仕草のみで繊細に演じて、脚光を浴びる。2014年12月には成海璃子に代わりクラレ「ミラバケッソ」のCMに出演、2015年3月には能年玲奈の後を継いでカルピス「カルピスウォーター」のCMキャラクターに起用されるなどさまざまなジャンルのCMに出演する一方で、女優活動も本格化。2014年7月期の『アオイホノオ』（テレビ東京）で連続ドラマに初出演し、同年後期のNHK連続テレビ小説『マッサン』で朝ドラに初出演。小関裕太とダブル主演を務めた2015年3月公開の『あしたになれば。』で映画初主演を果たす。
当初は沖縄の実家で生活し地元の高校に通いながら東京との間を往復し、仕事の時は東京の短期賃貸マンションに滞在する生活を続けていたが、少しずつ仕事が多忙になったことから2014年9月に上京し東京の高校に転校。2015年3月に高校を卒業し、女優業に専念することも考えたが、「芸能界とは違う世界も知った方がいいよ」とのアドバイスを受けて同年4月より大学に進学。高校生のころにもらったフィルムカメラでフィルム写真特有の色味が気に入って写真に興味を持ち、日本大学芸術学部写真学科にてさまざまな撮影技法を学ぶ。
2015年4月、NHK大河ドラマ初出演となる『花燃ゆ』で時代劇に初挑戦。高杉晋作の妻・雅役を演じた。同年8月にスペシャルドラマ『戦後70年 一番電車が走った』（NHK）でテレビドラマ初主演を務め、また『虹とマーブル』で初舞台に立ちヒロインを演じる。2016年7月期の『時をかける少女』（日本テレビ）で連続ドラマ初主演を務める。主演を務めた2017年10月期の『アシガール』は大きな反響を呼び、2018年に続編スペシャルが放送された。
仕事が順調な一方で、学業との両立に向けて精一杯努力しているにもかかわらずスケジュールの都合で試験が受けられないなど、学業が中途半端になるくらいならと一時芸能界引退も考えるほど仕事と学業との両立に葛藤し、「写真は独学でも続けられる」と意を決して大学を辞め、2019年からは女優業に専念している。
2019年、NHK大河ドラマ『いだてん〜東京オリムピック噺〜』に出演し、周防正行監督の5年ぶりの新作映画『カツベン!』にて100人以上が参加したオーディションを勝ち抜いて得たヒロイン役を演じて、第43回日本アカデミー賞新人俳優賞を受賞。また、同年度後期のNHK連続テレビ小説『スカーレット』に戸田恵梨香演じるヒロインの弟子役で出演する。
2022年、本土復帰50年を迎える沖縄を舞台とした同年度前期放送のNHK連続テレビ小説『ちむどんどん』でヒロインを務めた。

### 私生活
2024年1月16日、俳優の宮沢氷魚とパートナー関係にあり、第1子を妊娠したことを自身のInstagramにて公表した。前年春頃から同居しているが、お互いに入籍という形にこだわっていないことから、この時点で婚姻届提出は考えておらず、事実婚の形をとることを明らかにしており、後述の出産後である8月でもメディアはそのように扱われている。
2024年7月12日、第1子を出産したことを自身のInstagramにて報告した。

## 人物
- 昔から学校の成績が優秀であった[9][19]。得意な教科目は数学、物理。小学校ではバスケットボール、中学校・高校ではバドミントン部に所属[9][19]。
- 役者として理想・目標としており幼い頃から現在までずっと好きで憧れている井上真央とは、『花燃ゆ』『カツベン!』で共演を果たしている[48][49]。
- 好きな女優に同郷の満島ひかりを挙げている。「自然体で飾らない演技が好き」で、「フレンドリーなひかりさん自体も好き」と語る。2014年に『ごめんね青春!』で共演を果たした際には「妹みたい」と言われたという[50][51]。
- 一番好きな芸能人は有吉弘行[52][53]。

### 交友関係
- 同じ年の女優・中条あやみとは大親友で、中条が黒島の沖縄の実家に泊まりに来たこともある[54]。
- 杏とは映画『オケ老人!』で共演して以来交流がある。東京に出てきてから一番長い友達で、黒島の家族全員とも会っている間柄である[55]。
- 高橋春織とは、学生時代からの親友、大学入学後もたまたま同じクラスになるなどの、数々のエピソードがあり、現在でも週1回会うことがあるくらい、大変仲が良いことを、2022年11月25日放送のA-Studio内で、明かしている[56]。

### エピソード
- 2匹の保護犬の里親になり、「コハダ」「シャディ」と名付けて飼っている[57]。

## 出演
主演作品の役名は太字で表示

### 映画
- ひまわり〜沖縄は忘れない あの日の空を〜（2013年1月26日）
- 呪怨 -終わりの始まり-（2014年6月28日） - 弥生 役[58]
- ストロボ・エッジ（2015年3月14日） - 杉本真央 役[59][60]
- あしたになれば。（2015年3月21日） - 主演・佐々木美希 役（小関裕太とダブル主演）[17][61]
- 呪怨 -ザ・ファイナル-（2015年6月20日） - 弥生 役[62]
- ストレイヤーズ・クロニクル（2015年6月27日） - 碧 役[63]
- at Home アットホーム（2015年8月22日） - 森山明日香 役[64]
- 流れ星が消えないうちに（2015年11月21日） - 本山絵里 役[65]
- オケ老人!（2016年11月11日） - 野々村和音 役[66]
- 映画 妖怪ウォッチ 空飛ぶクジラとダブル世界の大冒険だニャン!（2016年12月17日） - エミちゃん 役（実写パート）[67]
- サクラダリセット - ヒロイン・春埼美空 役[68]
  - 前篇（2017年3月25日）
  - 後篇（2017年5月13日）
- プリンシパル〜恋する私はヒロインですか?〜（2018年3月3日） - 主演・住友糸真 役（小瀧望とダブル主演）[69]
- ふっかつのじゅもん（2018年[注 2]）[70]
- 十二人の死にたい子どもたち（2019年1月25日） - 6番・メイコ 役[71]
- カツベン!（2019年12月13日） - ヒロイン・栗原梅子 役[72]
- 明け方の若者たち（2021年12月31日） - ヒロイン・彼女 役[73][74][75]
- 鋼の錬金術師シリーズ - ランファン 役
  - 鋼の錬金術師 完結編 復讐者スカー（2022年5月20日）[76]
  - 鋼の錬金術師 完結編 最後の錬成（2022年6月24日）[76]
- パレード（2024年2月29日） - 大城麻衣子 役[77]
- 夏目アラタの結婚（2024年9月6日） - ヒロイン・品川真珠 役[78]
- 港のひかり（2025年11月14日公開予定） - 浅川あや 役[79]

### テレビドラマ
- dinner 第9話（2013年3月10日、フジテレビ）
- 孫のナマエ〜鷗外パッパの命名騒動7日間〜（2014年7月23日、NHK BSプレミアム） - 森茉莉 役[80]
- アオイホノオ 第2話 - 第11話（2014年7月25日 - 9月26日、テレビ東京） - 津田ヒロミ 役[81]
- ドラマ甲子園「十七歳」（2014年8月30日、フジテレビTWO） - 山崎アカリ 役[82]
- ごめんね青春!（2014年10月12日 - 12月21日、TBS） - 中井貴子 役[83]
- 連続テレビ小説（NHK総合）
  - マッサン 第20週（2015年2月16日 - 21日） - 中村秀子 役[84]
  - スカーレット 第81話 - 第97話（2020年1月8日 - 27日） - 松永三津 役[85]
  - ちむどんどん（2022年4月11日 - 9月30日）- 主演・比嘉（青柳）暢子 役[37][38][39]
    - ちむどんどんスペシャル（NHK BSプレミアム / BS4K）[86]
      - 「四兄弟ゆんたく」（2022年11月6日・12日）
      - 「歌子慕情」編（2022年11月6日・12日）
      - 「賢秀望郷」編（2022年11月6日・12日）
- 新・奇跡の動物園 旭山動物園物語2015〜命のバトン〜（2015年4月10日、フジテレビ） - 夏木秋子 役[87]
- 大河ドラマ（NHK総合）
  - 花燃ゆ 第17話 - 第37話（2015年4月26日 - 9月13日） - 高杉雅 役[23]
  - いだてん〜東京オリムピック噺〜 第21話 - 第24話（2019年6月2日 - 23日） - 村田富江 役[30]
- 戦後70年 一番電車が走った（2015年8月10日、NHK広島） - 主演・雨田豊子 役（阿部寛とダブル主演）[88]
- サムライせんせい（2015年10月23日 - 12月11日、テレビ朝日） - 赤城サチコ 役[89][90]
- 恋の三陸 列車コンで行こう！（2016年2月27日 - 3月12日、NHK総合） - 岩渕七海 役 / ナレーション[91]
- さよならドビュッシー 〜ピアニスト探偵 岬洋介〜（2016年3月18日、日本テレビ） - ヒロイン・真田遥 役[92]
- ナイトヒーローNAOTO（2016年4月15日 - 7月1日、テレビ東京） - ヒロイン・田之上栞 役[93]
- 時をかける少女（2016年7月9日 - 8月6日、日本テレビ） - 主演・芳山未羽 役[25][94]
- 夏目漱石の妻（2016年9月24日 - 10月15日、NHK総合） - 山田房子 役 / ナレーション[95]
  - 夏目漱石の妻「漱石先生を待ちながら」 第四話（2016年10月11日、NHK総合）
- 連続ドラマW「東京すみっこごはん」（2017年5月 - 放送中止、WOWOW） - 主演・沢渡楓 役[96][97][98]
- アシガール（NHK総合） - 主演・速川唯 / 唯之助 役
  - アシガール（2017年9月23日 - 12月16日） [99]
  - アシガール特別編「唯＆若君 時空を超えた恋のキセキ！」（2018年12月23日）
  - アシガールSP〜超時空ラブコメ再び〜（2018年12月24日）[26][100]
- 連続ドラマW「イアリー 見えない顔」（2018年8月4日 - 9月8日、WOWOW） - 六道菜々美 役[101]
- 世にも奇妙な物語 '19雨の特別編「さかさま少女のためのピアノソナタ」（2019年6月8日、フジテレビ） - ヒロイン・吉野八重 役[102][103]
- FLY! BOYS, FLY! 僕たち、CAはじめました（2019年9月24日、関西テレビ・フジテレビ） - ヒロイン・高山つばさ 役[104]
- 死役所 第1話 - 第5話（2019年10月16日 - 11月13日、テレビ東京） - 三樹ミチル 役[105]
- 行列の女神〜らーめん才遊記〜（2020年4月20日 - 6月8日、テレビ東京） - 汐見ゆとり 役[106]
- 戦争童画集 〜75年目のショートストーリー〜 第3話 よっちゃん（2020年8月24日、NHK総合） - 主演・よっちゃん 役
- 閻魔堂沙羅の推理奇譚 第3回、第4回（2020年11月14日、21日、NHK総合） - 澤木夏帆 役[107]
- 悲熊シリーズ（NHK総合） - ヒロイン・栗林さん 役
  - 悲熊（2020年12月18日 - 24日〈全10話〉）[108]
  - 悲熊2（2021年12月13日 - 22日〈全6話〉）[109]
- 名作照明ドラマ「ハルカの光」（2021年2月8日 - 3月8日、NHK Eテレ） - 主演・幸本ハルカ 役[110][111][112]
- 世にも奇妙な君物語 第1話「シェアハウさない」（2021年3月5日、WOWOW） - 主演・田上浩子 役[113][114]
- 流れ星（2021年3月22日、NHK BSプレミアム） - 夢野マリー 役[115][116]
- クロサギ（2022年10月21日 - 12月23日、TBS） - ヒロイン・吉川氷柱 役[117][118]

### WEBドラマ
- SPECサーガ完結篇「SICK'S 恕乃抄」〜内閣情報調査室特務事項専従係事件簿〜（2018年4月29日 - 8月6日、Paravi） - 一一十（ニノマエ・イト） 役[119]
- SPECサーガ黎明篇「サトリの恋」 #5（2018年10月26日、Paravi） - 一一十 役
- SPECサーガ完結篇「SICK'S 覇乃抄」〜内閣情報調査室特務事項専従係事件簿〜（2019年3月23日 - 5月18日、Paravi） - 一一十 役
- SPECサーガ完結篇「SICK'S 厩乃抄」〜内閣情報調査室特務事項専従係事件簿〜（2019年9月15日 - 11月9日、Paravi） - 一一十 役
- 呪怨: 呪いの家（2020年7月3日 - 、全6話、Netflix） - ヒロイン・本庄はるか 役[120]
- ある夜、彼女は明け方を想う（2022年1月8日配信開始、Amazon Prime Video）- 彼女 役[121]
- 笑ゥせぇるすまん #4「決断ステッキ」（2025年7月18日、Amazon Prime Video） - 大井真宵 役[122][123]

### 舞台
- 虹とマーブル（2015年8月22日 - 9月25日、世田谷パブリックシアター 他） - ヒロイン・芹沢蘭 役[24][124]
- 少女ミウ（2017年5月21日 - 6月4日、下北沢ザ・スズナリ） - ヒロイン・ミウ 役[125][126]
- カモメよ、そこから銀座は見えるか？（2023年6月3日 - 6月25日、本多劇場） - 主演・イズミ 役[127]
- 鯨よ!私の手に乗れ（2025年1月8日 - 22日、本多劇場 他）[128]

#### 朗読劇
- LOVE LETTERS 2019 Autumn Special（2019年11月3日、新国立劇場 小劇場） - メリッサ・ガードナー 役[129]
- 少女仮面（2025年6月11日 - 22日、下北沢ザ・スズナリ）[130]

### テレビ番組
- テストの花道（2012年4月2日 - 2014年3月17日、NHK Eテレ） - BENBU部員・マッシュ
  - 特盛り!テストの花道（2012年4月7日 - 2013年3月23日、NHK Eテレ）
- 受信寮の人々（2015年6月 - 2017年3月、NHK総合・Eテレ・BS1・BSP） - 黒島さん 役[131]

### ドキュメンタリー
- シンサイミライ学校 いのちを守る物語「アニメで学ぶ“災害を生き抜くチカラ”」（2014年9月13日、NHK Eテレ） - プレゼンター
- にっぽん百名山スペシャル「“山女”憧れの頂へ！」（2018年6月11日、NHK BSプレミアム）[132]
- “美ら海”ドローン大航海〜沖縄・八重山諸島〜（2018年8月8日、NHK総合） - ナレーション
- 世界ふれあい街歩きスペシャル（NHK BSプレミアム） - ナレーション
  - 「フランス 小さくても魅力的な街」（2018年12月25日）[133]
  - 「ときめく！イタリア 小さな街」（2019年12月24日）[134]
- ばぁばトリップ〜おばあちゃんの幸せレシピ〜（2019年3月21日、BS朝日） - ナレーション[135]
- スポーツ×ヒューマン「自由とひらめきと泥臭さと〜なでしこジャパン 長谷川唯」（2019年6月10日、NHK BS1） - ナレーション[136]
- みうらはんと〜黒島結菜ののんびり週末旅〜（テレビ朝日）[137][138][139]
  - 第1期（2020年6月20日 - 8月22日）
  - 第2期（2021年1月24日 - 3月28日）

### バラエティ
- ニンゲン観察バラエティ モニタリングスペシャル（TBS、2022年11月3日）「仲良し朝ドラ姉妹がサプライズ旅」のコーナー[140]

### CM
- 日本郵便×キヤノンPIXUS「笑顔、つながる。写真年賀状プロジェクト2013」
  - 「親友」篇（2012年12月 - ）[141]
- ベネッセ 進研ゼミ大学受験講座
  - 「9万問の入試分析」篇（2013年11月 - ）
- NTT docomo
  - LTE Xi
    - 「想いをつなぐ」篇（2013年11月 - ）[13]

  - 新料金プラン「カケホーダイ&パケあえる」
    - 新料金「謙さん」篇 / 新料金「松坂さん」篇 / 新料金「東出さん」篇 / 新料金「ずっとドコモ」篇 / 新料金「カケホーダイ」篇 / 新料金「U25」篇（2014年5月 - ）[142]
    - 新料金「料金相談」篇（2014年6月 - ）
- みずほ銀行 ATMネットワーク
  - 「イオン銀行ATM提携（遠回り）」篇（2014年2月 - ）[143]
- LOWRYS FARM
  - 「GIRL MADE IN LOWRYS FARM」（2014年3月 - ）[144][145]
- みずほフィナンシャルグループ
  - 「Power of Blue」篇（2014年6月 - ）
  - 「スマホで口座開設。」篇（2015年12月 - ）
  - 「スマホ、便利。」篇（2016年9月 - ）
- クラレ ミラバケッソ
  - 「ニューヒロイン登場」篇（2014年12月 - 2015年1月）[14][146]
  - 「ミライの可能性（書道家）」篇 / 「ミライの可能性（バイオリニスト）」篇 / 「ミライの可能性（フォトグラファー）」篇（2015年12月 - 2016年1月）[147]
  - 「ミラバケッソの魔法」篇（2016年12月 - 2017年1月）[148]
- CALPIS カルピスウォーター
  - 「海の近くで 初夏」篇（2015年3月 - ）[149]
  - 「風鈴の中で 夏」篇（2015年7月 - ）[150]
- ブルボン プチシリーズ
  - 「プチアニメ（わたしは誰？）」篇 / 「プチアニメ（黒島です！）」篇（2016年3月 - ）
  - 「くまでくまった」篇（2016年7月 - ）
  - 「プチまんぞく」篇（2017年3月 - ）
  - 「プチクマツリー」篇（2017年11月 - ）
- マイナビ2018
  - 「公園」篇（2017年2月 - ）[151][152]
- KAGOME
  - 野菜生活100 Peel&Herb
    - 「朝のスタート」篇 / 「午後4時のリフレッシュ」篇（2017年3月 - ）[153]
    - 「午後10時のリラックスタイム」篇（2017年9月 - ）[154]

  - トマトの会社から、野菜の会社に。
    - 「宣言」篇（2017年11月 - ）
- JR東日本 東京ステーションシティ
  - 「START with YOU」（2018年3月 - ）[155]
- 京浜急行電鉄 KEIKYU for YOU
  - 「三浦半島 for YOU」篇（2019年7月 - ）[156]
  - 「三浦半島 for YOU 冬春」篇（2020年1月 - ）[157]
- Google × FLY! BOYS, FLY! 僕たち、CAはじめました（2019年9月24日）
- SUNTORY 黒烏龍茶
  - 「糖避けて、脂避けない」篇（2020年2月 - ）[158]
- 日総工産
  - 工場求人ナビ「救世主編」（2021年10月 - ）
- パナソニック 家電と食のサブスク foodable
  - 「おうちでご当地米食べ比べ体験」「おうちで初めてのパン職人体験」「おうちでミクソロジーBar体験」（2021年12月 - ）[159][160]
- JT「ひといき習慣」
  - 「マニフェスト」篇（2022年6月 - ）[161]
- 医食同源ドットコム iSDGマスク
  - 「ダンス篇」（2022年7月 - ）[162]
- アットホーム
  - 「アットホーム家族」
    - アットホームであった篇 / なぞって探す篇 / 質問してみて篇 / 家を買っちゃおうかな篇（2022年10月 - ）[163]
    - アットホームであったダンス篇（2023年10月 - ）[164]

  - 「住まいさがしをはじめよう」シリーズ
    - 賃貸篇 / 売買篇（2023年10月 - ）[164]
- サントリー ビアボール
  - 「ビアボールってなに?」篇 / 「ビアボールつくってみる?」篇（2022年11月 - ）[165]

### 劇場アニメ
- 劇場版 シルバニアファミリー フレアからのおくりもの（2023年11月23日、イオンエンターテイメント） - 主演・フレア・チョコレート 役[166]

### MV
- SPICY CHOCOLATE「ずっと feat. HAN-KUN & TEE」（2014年2月14日）[167][168]

### ラジオ
- FMシアター 「オールに願いを」（2020年9月19日、NHK-FM） - 若葉 役[169]
- 黒島結菜のオールナイトニッポン（2021年11月5日 25時-27時、ニッポン放送）[170]

## 書籍

### カレンダー
- YUINA KUROSHIMA 2016 CALENDAR（2015年10月24日、トライエックス）
- YUINA KUROSHIMA 2017 CALENDAR（2016年10月29日、トライエックス）

### フォトブック
- 「黒島結菜 in ちむどんどん」PHOTO BOOK (2022年5月2日、東京ニュース通信社）ISBN 978-4-86701-429-5[171]

## 受賞歴
2020年
- 第43回日本アカデミー賞 新人俳優賞（『カツベン!』）[34][172]

2022年
- 第26回日刊スポーツ・ドラマグランプリ 秋ドラマ 助演女優賞（『クロサギ』）[173]

2023年
- 第26回日刊スポーツ・ドラマグランプリ 助演女優賞（『クロサギ』）[174]